# Liste von Windkraftanlagen in der Schweiz
Die Liste von Windkraftanlagen in der Schweiz nennt Standorte mit Windkraftanlagen, darunter auch sieben Windparks. In der Schweiz gab es Mitte 2014 etwa 55 Windkraftanlagen, Ende 2016 waren es 57 Turbinen an 37 Standorten. Sie deckten damals einen kleinen Teil von ca. 0,04 % des Energieverbrauchs der Schweiz. Ende 2023 lag die gesamte installierte Leistung der Windkraftanlagen bei 101 MW (2019: 75 MW, 2020 bis 2022: 87 MW). 2020 deckten sie 0,2 % des Strombedarfs der Schweiz.

## Übersicht
Sortiert nach Kanton und Gemeinde:
| Standortbezeichnung | Baujahr                            | Installierte Gesamtleistung (kW) | Jahresproduktion 2016 (MWh) | Anzahl | Anlagentyp                                      | Gemeinde                                 | Kanton     | Koordinaten          | Projektierer / Betreiber          | Bemerkungen |  |
| ------------------- | ---------------------------------- | -------------------------------- | --------------------------- | ------ | ----------------------------------------------- | ---------------------------------------- | ---------- | -------------------- | --------------------------------- | --- |  |
| Mont Crosin         | 1996 1998 2001 2004 2010 2013 2016 | 37'200                           | 57'171                      | 16     | Vestas V90-2MW (12×) Vestas V112-3.3MW (4×)     | Saint-Imier Villeret Cormoret Courtelary | Bern       | 568 181 / 225 072    | Juvent                            | grösster Windpark der Schweiz, Repowering 2013 und 2016 (4× Vestas V90-2MW und 4× Vestas V112-3.0MW statt 3× Vestas V44-600kW, 1× Vestas V47-660kW, 2× Vestas V52-850kW und 2× Vestas V66-1.75MW)                                                                                    |  |
| Peuchapatte         | 2010                               | 6'000                            | 13'366                      | 3      | Enercon E-82 (3×)                               | Le Peuchapatte                           | Jura       | 563 945 / 228 030    | Alpiq                             | |  |
| Saint-Brais         | 2009                               | 4'000                            | 6'142                       | 2      | Enercon E-82 (2×)                               | Saint-Brais                              | Jura       | 574 685 / 239 185    | ADEV                              | |  |
| Soolhof             | 1986 (defekt seit 2019)            | 30                               | ?                           | 1      | HSW30                                           | Mümliswil-Ramiswil Basel-Landschaft      | Solothurn  | 47.3640211,7,7314910 |                                   | Zweiflügler, erste Windkraftanlage der Schweiz |  |
| Haldenstein         | 2012–2013                          | 3'000                            | 4'372                       | 1      | Vestas V112-3.0 MW (1×)                         | Haldenstein                              | Graubünden | 671 885 / 146 175    | calandawind                       | zum Zeitpunkt der Errichtung grösste Windkraftanlage der Schweiz |  |
| Feldmoos            | 2005 2011                          | 1'850                            | 1'081                       | 2      | NEG Micon NM52/900 (1×) NEG Micon NM54/950 (1×) | Entlebuch                                | Luzern     | 649 318 / 204 375    | WindPower AG                      | |  |
| Lutersarni          | 2013                               | 2'300                            | 2'787                       | 1      | Enercon E-82 E2 (1×)                            | Entlebuch                                | Luzern     | 649 318 / 204 375    | CKW                               | |  |
| Gütsch              | 2002 2004 2010 2012 2025           | 9'200                            | 15'165                      | 4      | Enercon E-70 E4 (4×)                            | Andermatt                                | Uri        | 690 106 / 167 760    | Elektrizitätswerk Ursern          | von 2002 bis 2011 höchstgelegener Windkraftanlagenstandort in Europa (2332 m Höhe); ursprünglich wurde eine Lagerwey LW50/750 errichtet, die 2004 durch eine Enercon E-40/6.44 ersetzt wurde Repowering im Gange (4× Enercon E-70 E4 statt 1× Enercon E-40/6.44 und 3× Enercon E-44) |  |
| Gotthard            | 2019–2020                          | 11'750                           |                             | 5      | Enercon E-92 (5×)                               | Airolo                                   | Tessin     | 685 878 / 157 044    | Azienda Elettrica Ticinese        | |  |
| Charrat             | 2012                               | 3'050                            | 7'047                       | 1      | Enercon E-101 (1×)                              | Charrat                                  | Wallis     | 649 318 / 204 375    | KohleNusbaumer, ValEole           | |  |
| Collonges           | 2005                               | 2'000                            | 4'333                       | 1      | Enercon E-70 (1×)                               | Collonges                                | Wallis     | 649 318 / 204 375    | RhônEole                          | |  |
| Gries               | 2011 2016                          | 9'350                            | 1'397                       | 4      | Enercon E-70 (1×) Enercon E-92 (3×)             | Obergoms                                 | Wallis     | 671 885 / 146 175    | Swisswinds, Gries Wind AG         | seit 2011 höchstgelegener Windkraftanlagenstandort und seit 2016 höchstgelegener Windpark in Europa (2500 m Höhe) |  |
| Martigny            | 2008                               | 2'000                            | 4'597                       | 1      | Enercon E-82 (1×)                               | Martigny                                 | Wallis     | 649 318 / 204 375    | RhônEole                          | |  |
| Taggenberg 1 und 2  | 2002                               | 13                               | 18                          | 2      | Aventa AV-7 (2 x)                               | Winterthur                               | Zürich     | 693 642 / 263 992    | Aventa AG (bis 2023), seither IET | IET Institut für Energietechnik der Fachhochschule Ostschweiz |  |
| Sainte-Croix        | 2021-2023                          | 13'800                           |                             | 6      | Enercon E-82 E2 (6×)                            | Sainte-Croix                             | Waadt      |                      | Romande Energie                   | |  |

## Liste von Windparks in Planung
Sortiert nach Kanton und Gemeinde:
| Standortbezeichnung              | Baubeginn (geplant) | Installierte Gesamtleistung (kW) | Anzahl           | Gemeinde                                        | Kanton           | Projektierer / Betreiber                                 | Bemerkungen |
| -------------------------------- | ------------------- | -------------------------------- | ---------------- | ----------------------------------------------- | ---------------- | -------------------------------------------------------- | --- |
| Grenchenberg                     | 2025                | 16'000                           | 4                | Grenchen                                        | Solothurn        | Städtische Werke Grenchen (SWG)                          | Es sind vier Anlagen mit bis zu 160 Meter Gesamthöhe geplant.                                                                                |
| Le Chalet-à-Gobet (EolJorat Sud) | 2026                |                                  | 8                | Lausanne                                        | Waadt            | (Stadt Lausanne)                                         | Es sind acht Anlagen mit bis zu 210 Meter Gesamthöhe geplant.                                                                                |
| Lindenberg                       | 2026                | 26'500                           | 5                | Beinwil (Freiamt), Hitzkirch                    | Aargau Luzern    | Windpark Lindenberg AG Windenergie Lindenberg AG         | Es sind vier Anlagen des Typs GE 5.3-158 in Beinwil (Freiamt) mit 229 Meter Gesamthöhe geplant sowie eine Anlage in Hitzkirch.               |
| Bel Coster                       |                     |                                  |                  |                                                 | Waadt            | Alpiq                                                    | |
| Bourg Saint Bernard              | [ 38 ]              |                                  |                  |                                                 | Wallis           |                                                          | |
| Charrat Ausbau                   | [ 38 ]              |                                  |                  |                                                 | Wallis           |                                                          | |
| Chroobach                        | [ 38 ]              | 17 MW                            | 4                | Hemishofen                                      | Schaffhausen     | Projektgemeinschaft Chroobach Windenergie (EKS, SHPower) | |
| Combe de Barasson                | [ 38 ]              |                                  |                  |                                                 | Wallis           |                                                          | |
| Crêt Meuron                      | [ 38 ]              | 11.5 GWh                         | 7                | Val-de-Ruz                                      | Neuenburg        | RES + Val-de-Ruz                                         | |
| Dents du Midi                    | [ 38 ]              |                                  |                  |                                                 | Wallis           | RhônEol                                                  | |
| Éole-de-Ruz                      | [ 38 ]              | 60 GWh                           | 7                | Val-de-Ruz                                      | Neuenburg        | Grenwatt, Gemeinde                                       | |
| Eoljoux                          | [ 38 ]              |                                  |                  |                                                 | Waadt            |                                                          | |
| Grandsonnaz                      | 2026                | 85-95 GWh                        | 15               | Bullet, Fiez, Fontaines-sur-Grandson, Mauborget | Waadt            | SIG, Ennova                                              | |
| Gütsch Ausbau                    | [ 38 ]              |                                  |                  |                                                 | Luzern           |                                                          | |
| Jeanbrenin                       | [ 38 ]              |                                  |                  |                                                 | Waadt            |                                                          | |
| Mollendruz                       | [ 38 ]              |                                  |                  |                                                 | Waadt            |                                                          | |
| Montagne de Buttes               | [ 38 ]              | 100 GWh                          | 19               |                                                 | Neuenburg        | Verrivent SA                                             | Aktionäre sind Greenwatt, SIG, Gemeinden Val-de-Travers, Les Verrières, La Côte-aux-Fées                                                     |
| Montagne de Tramelan             | [ 38 ]              |                                  |                  |                                                 | Bern             |                                                          | |
| Muttenz                          | [ 38 ]              |                                  |                  |                                                 | Basel-Landschaft |                                                          | |
| Quatre Bornes                    | [ 38 ]              | NE: 21 GWh BE: 50 GWh            | NE: 3 BE: 7      | La Joux-du-Plâne, L’Échelette                   | Neuenburg / Bern | EJDPE, Greenwatt, Forces Électriques de La Goule SA      | EJDPE ist eine GmbH bestehend aus den beiden Gemeinden und 23 betroffenen Bauern.                                                            |
| Schwyberg                        | [ 38 ]              |                                  |                  |                                                 | Freiburg         |                                                          | |
| Sur Grati                        | [ 38 ]              |                                  |                  |                                                 | Waadt            |                                                          | |
| Windpark Burg                    | [ 38 ]              |                                  |                  |                                                 | Basel-Landschaft | Windpark Burg AG                                         | |
| Mont de Boveresse                | 2028                | 50 GWh                           | 10 (erlaubt: 18) | Val-de-Travers                                  | Neuenburg        | Parc Éolien du Mont de Boveresse SA                      | Aktionäre: Services industrielles de Genève (SIG), Ennova SA, Gemeinde Val-de-Travers Gemeinde möchte zuerst Montagne de Buttes realisieren. |

## Liste abgebauter Anlagen
Abgebaute Anlagen, welche in obenstehender Liste figuriert haben, sortiert nach Kanton und Gemeinde:
| Standortbezeichnung | Baujahr | Rückbau | Installierte Gesamtleistung (kW) | Jahresproduktion 2016 (MWh) | Anzahl | Anlagentyp           | Gemeinde | Kanton    | Koordinaten       | Projektierer / Betreiber | Bemerkungen                                                                                      |
| ------------------- | ------- | ------- | -------------------------------- | --------------------------- | ------ | -------------------- | -------- | --------- | ----------------- | ------------------------ | ------------------------------------------------------------------------------------------------ |
| Obergrenchenberg    | 1994    | 2021    | 150                              | 119                         | 1      | AN Bonus 150/30 (1×) | Grenchen | Solothurn | 574 685 / 239 185 | ADEV                     | nach Defekt im Dezember 2020 Rückbau und Verkauf nach Polen zwecks Revision und Wiederverwendung |